# 윌코
윌코(Wilco)는 일리노이주 시카고를 연고로 하는 미국의 얼터너티브 록 밴드이다. 1994년에 얼터너티브 컨트리 그룹 엉클 투펠로의 멤버 제이 페러가 탈퇴하자, 나머지 멤버들이 결성했다. 윌코의 멤버들은 창단 후 10년 간 자주 바뀌었는데, 보컬 제프 트위디와 베이시스트 존 스티렛만이 원조 창단 멤버 중에서 남았다. 트위디, 스티렛, 기타리스트 넬스 크라인, 여러 악기 담당 팻 산소네, 키보드 담당 미카엘 요르겐겐, 드러머 글렌 코치로 구성된 2004년 초부터는 구성 변화가 없다. 윌코는 10장의 정규 앨범, 한 장의 더블 라이브 앨범, 빌리 브래그와 3번 그리고 더 마이너스 5와 한 번 등 모두 4번의 콜라보 앨범을 발매했다.
윌코의 음악은 빌 패이, 더 비틀스를 포함한 넓고 다양한 아티스트들과 스타일에 영감을 받았고, 수 많은 현대 얼터너티브 락에도 차례차례 음악적 영향을 받았다. 데뷔 앨범  A.M. (1995)에서는 엉클 투펠로 때의 얼터너티브 컨트리 스타일을 유지했으나, 그 이후로는 얼터너티브 록과 클래식 팝 요소들을 포함한 그들의 음악에 조금 더 실험적인 측면을 도입했다. 윌코의 음악 스타일은 1990대 컨트리 락 사운드에서 현재는 "많은 시대와 장르에 손을 댄 절충적 인디 록 집합물."로 발전했다.
윌코는 네 번째 음반 Yankee Hotel Foxtrot (2001)로 미디어의 관심과 앨범을 둘런싼 논쟁을 모았다. 녹음 과정을 마치고나서, 리프라이스 레코드는 앨범을 거부하고 레이블에서 윌코를 제명했다. 바이아웃 계약의 일종으로써, 리프라이스는 윌코에게 공짜로 앨범에 대한 권리를 줬다. 윌코의 홈페이지에 Foxtrot을 스트리밍으로 올린 후, 윌코는 2002년에 논서치 레코드에 앨범을 매각했다. 두 음반사 둘다 워너 뮤직 그룹을 모회사로 두고 있었는데, 이 앨범에 대해 한 비평은 "21세기 초에 음악 산업이 얼마나 형편없는지 보여준다."라고 말했다. Yankee Hotel Foxtrot는 670,000장이 넘게 팔리는 등 윌코의 가장 성공한 음반이다. 윌코는 2004년에 5번째 정규 앨범 A Ghost Is Born으로, 최우수 얼터너티브 음악 앨범상을 포함해 두 번의 그래미상을 수상했다. 윌코는 2015년 7월에 9번째 정규 앨범 Star Wars를 발매했고, 2016년 9월에는 10번째 정규 앨범 Schmilco을 발매했다.

## 구성원
현재 구성원

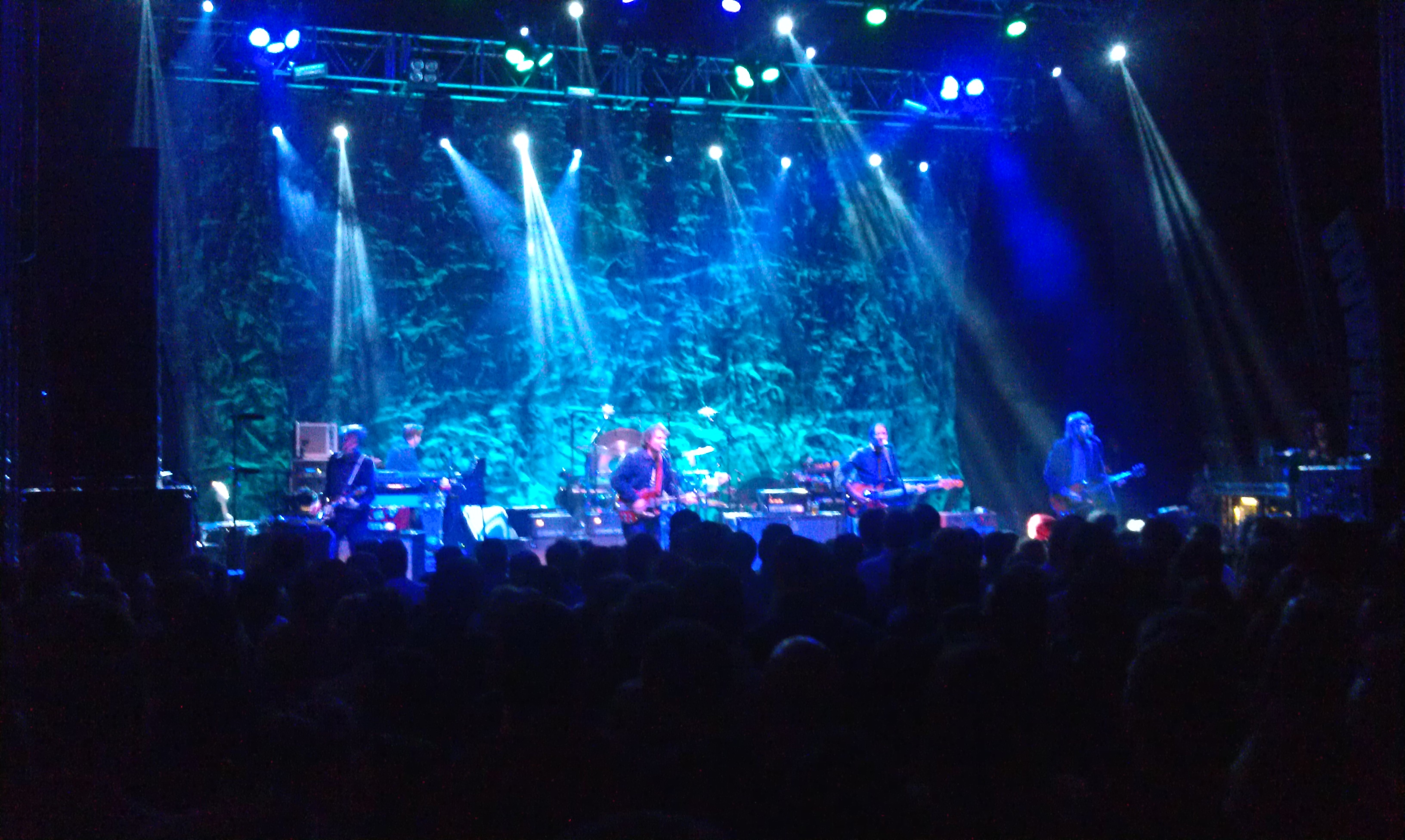
2014년 12월 6일 윈터루드 두 번째 밤 공연

- 존 스트리렛 – 베이스 기타, 백보컬 (1994–현재)
- 제프 트위디 – 리드보컬, 리듬, 어쿠스틱, 리드 기타, 베이스 기타, 하모니카 (1994–현재)
- 글렌 코치 – 드럼, 타악기 (2001–현재)
- 미카엘 요르겐센 – 샘플, 음향 조정, 키보드, 신디사이저, 음향 효과, 피아노, 오르간 (2002–현재)
- 넬스 크라인 – 리드 기타, 루프, 랩 스틸 기타 (2004–현재)
- 팻 산소네 – 키보드, 리듬, 리드 기타, 백보컬, 신시사이저, 마라카스, 탬버린 (2004–현재)

## 디스코그래피
- A.M. (1995)
- Being There (1996)
- Summerteeth (1999)
- Yankee Hotel Foxtrot (2001)
- A Ghost Is Born (2004)
- Sky Blue Sky (2007)
- Wilco (The Album) (2009)
- The Whole Love (2011)
- Star Wars (2015)
- Schmilco (2016)